# Had Al Gharbia
Had Al Gharbia  (in arabo حد الغربية‎?) è un centro abitato e comune rurale del Marocco situato nella prefettura di Tangeri-Assila, regione di Tangeri-Tetouan-Al Hoceima. Conta una popolazione di 12 274 abitanti (censimento 2014).